# Dimorphocarpa
Dimorphocarpa là chi thực vật có hoa trong họ Cải.